# 汉斯·鲍尔 (足球运动员)
汉斯·鲍尔（德語：Hans Bauer，1927年7月28日—1997年10月31日），德国前男子足球运动员，场上位置是后卫。他曾代表西德国家队参加1954年国际足联世界杯，结果队伍获得冠军。